# قنفذي يوناني
القنفذي اليوناني نوع نباتي ينتمي إلى جنس القنفذي من الفصيلة النجمية.

## الموئل والانتشار
ينتشر هذا النوع في اليونان.